# Stanisław Kiszka (hetman)
Stanisław Kiszka (lit. Stanislaus Kiška) herbu Dąbrowa (ur. ?, zm. 1513 lub 1514) – hetman wielki litewski, marszałek wielki litewski od 1512, wojewoda smoleński. 
Syn Piotra Kiszki Strumiłły z Ciechanowca i jego pierwszej żony. Pasierb Katarzyny Niemirowiczówny. 

## Działalność polityczna
Marszałek nadworny Kazimierza Jagiellończyka. W 1496 towarzyszył z kilkoma tysiącami Litwinów królowi Janowi Olbrachtowi w wyprawie bukowińskiej, skąd wracając za Bracławiem  rozgromił kosz tatarski. Nie dotarł z wojskiem litewskim na pomoc Polakom Jana Olbrachta do Mołdawii. Aż sześciokrotnie posłował do Moskwy. W tym czasie został namiestnikiem smoleńskim.  W 1499 walczył z wojskami moskiewskimi. Brał udział na czele oddziałów smoleńskich w przegranej bitwie nad Wiedroszą 1500, potem jako wojewoda smoleński bronił dzielnie Smoleńska, obleganego w tymże roku przez Dymitra Iwanowicza Żyłkę, syna Iwana III. Wskutek dużych strat napastnicy zostali zmuszeni do odstąpienia od oblężenia. Kiszce pomogła wieść, iż pod Smoleńsk nadchodzi odsiecz pod dowództwem Czecha Jana Czernego i kasztelana trockiego Stanisława Białego.
W 1502 Dymitr oblegał powtórnie Smoleńsk, który bronił się pod wodzą Kiszki przez trzy miesiące. Wojewoda dysponował siłą 800 żołnierzy piechoty zaciężnej i miejscowej szlachty. Dymitr stracił 6 tys. ludzi w szturmach i musiał przerwać oblężenie 23 października 1502. W maju 1503 Kiszka rozbił za Horodkiem nad Prypecią wojsko złożone z 3 tys. Tatarów. 
W 1505 przeszedł do opozycji przeciwko Michałowi Glińskiemu. Gliński namawiał potem króla Aleksandra, by zgładził w Brześciu Kiszkę. Obronił go Jan Łaski, który wystąpił ostro przeciw tym zamiarom. Podpisał konstytucję Nihil novi na sejmie w Radomiu w 1505 roku.  W 1506 Kiszka ruszył z 10 tys. wojska pod Kleckiem przeciwko 30 tys. Tatarów Betyego i Burnusza Girejów. Złożony chorobą przesiedział bitwę w powozie i sława zwycięstwa kleckiego przypadła kniaziowi Michałowi Glińskiemu. Po odkryciu zdrady Glińskiego Kiszka został hetmanem wielkim i razem z marszałkiem Janem Zabrzezińskim i biskupem łuckim Wojciechem posłował do panów rad koronnych na sejm elekcyjny w Piotrkowie (listopad 1506). Walczył pod Wiaźmą w roku 1508 podczas wojny litewsko-rosyjskiej za panowania króla Zygmunta.

## Rodzina
Stanisław dwukrotnie się żenił. W obu przypadkach z przedstawicielkami potężnych rodów litewskich, co miało potwierdzać jego pozycję możnowładcy.
Pierwszą żoną była Hanna Kuczukówna, córka Jana, marszałka hospodarskiego, i siostra marszałka Wojciecha Kuczuka (mylnie wskazywanego w herbarzach jako jej ojca), z którą miał córkę
- Barbarę Kiszczankę za Jerzym Radziwiłłem, hetmanem wielkim litewskim, - ojcem Barbary Radziwiłłówny, żony Zygmunta II Augusta, królowej Polski

Drugą żoną była jedyna córka wojewody trockiego Piotra Janowicza Montygierdowicza, Zofia, z którą miał:
- Annę Kiszczankę I voto za Janem Radziwiłłem II voto za Stanisławem Kieżgajło synem Stanisława
- Piotra Kiszczyca Ciechanowskiego (Piotra Kiszkę), wojewodę połockiego, ożenionego z marszałkówną Anną Heleną Ilinicz, córką Jerzego Ilinicza i wnuczką Jana Zabrzezińskiego[4].